# 나리마스역
나리마스역(일본어: 成増駅, なりますえき)은 일본 도쿄도 이타바시구에 있는 철도역이다.

## 역 구조
섬식 승강장 2면 4선의 지상역이고 교상역사를 가지고 있다. 역 남쪽에 비해 북측이 많이 낙하된 지형으로 되어 있기 때문에, 남문에서는 지하역처럼 보인다.
1,3번 선은 대피선에서 주로 당역 시종착 열차가 사용한다.

### 승강장
| 1 | ■ 도조 본선 | 와코시・시키・후지미노・가와고에・사카도・신린코엔・오가와마치 방면                                                                                               |
| 2 | ■ 도조 본선 | 와코시·시키·후지미노·가와고에·사카도·신린코엔·오가와마치 방면 |
| 3 | ■ 도조 본선 | 가미이타바시・이케부쿠로 방면 (보통 열차가 사용함) ○ 지하철 유라쿠초 선 나가타초・신키바 방면 (보통 열차가 사용함) ○ 지하철 후쿠토신 선 신주쿠 3초메・시부야 방면 |
| 4 | ■ 도조 본선 | 와코시·나리마스·이케부쿠로 방면 |

## 이용 상황
2012년도의 하루 평균 승하차 인원은 58,233명이다.

## 역 주변
- 국도 제254호선

### 북구
역전에는 7m에 이르는 높낮이 차이가 있던 적도 있었고, 1988년부터 계획적인 마을 건설, 북문 재개발이 이루어졌다. 제1차 재개발은 역전 로터리나 버스 터미널의 정비, 세이유와 나리마스 지역 센터(액트 홀)를 중심으로 복합 시설 "ACT"의 건설, "ACT"와 역 출입구를 연결하는 보행자 데크 등이 완공되었다.
- 아카쓰카 3 우체국 - 남동쪽으로 약 300m
- 도쿄 도립 아카쓰카 공원
- 아카쓰카 성
- 이타바시 구립 미술관
- 이타바시 구립 향토 자료관
- 아카쓰카 유적지 공원
- 이타바시 구립 아카쓰카 식물원

### 남구
남구 측의 상가들은 지카테쓰나리마스 역과 당역에 낀 지역에 있고 인적이 많아 일찍부터 번창했다. 2000년대 들어, 상점의 철거지에 음식점이나 약국 체인점이 많이 진출하였고, 남쪽 출입구 역전의 미도리야 철거지에는, 2007년 4월에 신규 상업 시설로서 "나리마스 프라임"이 개업했다. 또, 파친코 가게도 많이 들어서고 있다.
- 도쿄 메트로 유라쿠초 선, 후쿠토신 선 지카테쓰나리마스 역
- 이타바시 나리마스 우체국
- 도쿄 도립 히카리가오카 공원

## 역사
- 1914년 5월 1일: 히자오리역으로 영업 개시.
- 1983년 6월 24일: 남문에 근접하는 국도 254호 지하에 제도 고속도 교통 영단(현, 도쿄 메트로) 유라쿠초 선 지카테쓰나리마스 역이 개업.
- 1987년 8월 24일: 지하철 나리마스 역과의 환승 업무 실시.
- 2007년 4월 27일: 발차 멜로디 사용 개시.

## 사진

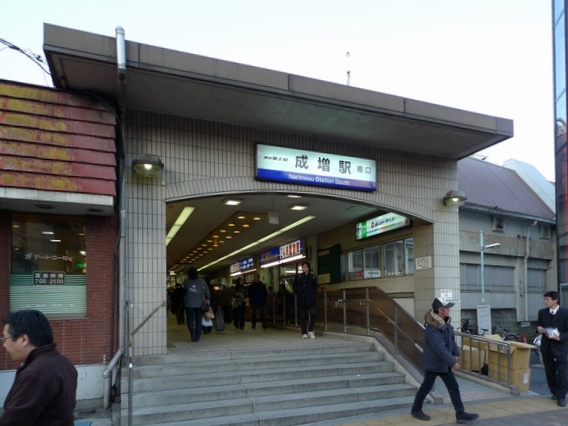
남쪽 출입구

## 인접역
| 도부 철도 ■ 도조 본선              | 도부 철도 ■ 도조 본선            | 도부 철도 ■ 도조 본선        |
| ---------------------------------- | -------------------------------- | ---------------------------- |
| TJ-01 이케부쿠로 이케부쿠로 방면   | ■ 쾌속 ■ 급행 ■ 통근 급행 ■ 준급 | 와코시 TJ-11 오가와마치 방면 |
| TJ-09 시모아카쓰카 이케부쿠로 방면 | ■ 보통                           | 와코시 TJ-11 오가와마치 방면 |